# الدير (أكد)
هو أطلال مدينة محصنة كبيرة تقع على نحو ستة عشر ميلاً في الجنوب الغربي من بغداد على الترعة اليوسفية، في تلك الأطلال بناية كبيرة جُدِّدَتْ عِمارتها مراراً في سنين متطاولة منذ العصر الأكدي حتى نهاية العصر الكيشي في أواخر الألف الثاني قبل الميلاد، واُستخرج من الدير رقوم من طين ورواسم اسطوانية وآثار منحوتة.